# Cabera alba
Cabera alba är en fjärilsart som beskrevs av Barend J. Lempke 1951. Cabera alba ingår i släktet Cabera och familjen mätare. Inga underarter finns listade i Catalogue of Life.